# فیوچر مارک
فیوچر مارک (انگلیسی: Futuremark) شرکت نرم‌افزار فنلاندی است، که در سال ۱۹۹۷ تأسیس شد.